# Cantón de Sartène
El cantón de Sartène era una división administrativa francesa, que estaba situada en el departamento de Córcega del Sur y la región de Córcega.

## Composición
El cantón estaba formado por siete comunas:
- Belvédère-Campomoro
- Bilia
- Foce
- Giuncheto
- Granace
- Grossa
- Sartène

## Supresión del cantón de Sartène
En aplicación del Decreto n.º 2014-229 de 24 de febrero de 2014, el cantón de Sarténe fue suprimido el 22 de marzo de 2015 y sus 7 comunas pasaron a formar parte del nuevo cantón de Sartenais-Valinco.